# Special Interest Group
Special Interest Group（SIG）とは、大きな組織の中で、共通の興味ある特定の領域に関する知識や研究成果、技術などを共有するために作られたコミュニティである。SIGのメンバーは協力して特定の分野で交流したり、問題を解決する方法を追求する。場合によっては、カンファレンスを開催し、会場で会って交流したり議論をしたりすることもある。この用語は、1961年にアカデミックおよびプロフェッショナルによるコンピュータの学会であるAssociation for Computing Machinery（ACM）で使用されるようになった。SIGは後に、初期のオンラインサービスプロバイダーであるCompuServeで有名になり、特定の興味に特化したサービスのセクションとして使われるようになった。日本語では、分科会や専門部会、特設研究部会と呼ばれることもある。

## 技術に関するSIG
ACMには多くのSIGが組織されている。一部のSIGは小規模な「Special Interest Committee（SIC）」として始まり、最初のグループが1961年に組織された。ACMは、カンファレンスで行われる一時的で非公式なBirds of a Feather（BoF）と呼ばれるグループディスカッションのために、SIG内に支部（subdivision）を組織することをサポートしている。以下にACM SIGに関する概要を引用する。
ACM's Special Interest Groups (SIGs) represent major areas of computing, addressing the interests of technical communities that drive innovation. SIGs offer a wealth of conferences, publications and activities focused on specific computing sub-disciplines. They enable members to share expertise, discovery and best practices.

（ACMのSpecial Interrest Group（SIG）は、コンピュータ科学の主要な分野を代表するもので、イノベーションを促進する技術コミュニティの関心事項に取り組みます。SIGは、コンピュータ科学の特別な専門分野に特化した、多数のカンファレンス、出版物、活動を提供します。それにより、メンバーは経験、発見、ベストプラクティスなどを共有することが可能になります。）
アメリカ数学協会には、芸術からウェブまでのさまざまな分野に関する14のSIGがある。

## パソコン通信におけるSpecial Interest Group
「Special Interest Group」という言葉そのものは一般的な名称だが、日本国内ではパソコン通信の電子掲示板を中心とする同好の士の集う場の意味として使われた。中でもNECの運営する大手商用パソコン通信サービスPC-VANがテーマ別のコミュニティシステムの名称として使ったことから、特に「PC-VAN内のコミュニティシステム」のことを意味する場合が多い（同様に、一般的な言葉が特定のサービスの名称として使われたものに、ニフティサーブにおけるフォーラムがある）。PC-VANのSIGには、PC-VANの会員なら誰でもが参加できた。
SIGの管理者をSIGOP（シグオペ、SIG Operator）という。
SIGという名称はアスキーの運営するアスキーネットや草の根BBSでも使われていたが、ここでは、PC-VANのSIGを例にとって解説する。

### 構成
時期的にやSIGによって若干の異なりはあるものの、大体は以下のようなものであった。
1. このSIGについて
2. 電子メール
3. フォーラム
4. ライブラリ
5. 電子会議室
6. OLT
7. OSL
8. SIG内OSL検索

・このSIGについて - SIGのテーマ、運営方針、運営ルール、メッセージ削除基準などが書かれていた。
・フォーラム - SIG参加者なら誰もが読み書きできる電子掲示板。
・ライブラリィ - SIGOPのみが書くことができる、SIG参加者への情報提供コーナー。フォーラムダイジェストの保存などに使われた。

### 歴史

#### SIG主宰者と権利
SIGを主宰するには、運営事務局と面談して了承を得る必要があったが、ニフティサーブシスオペのように強力な権限は与えられなかった。SIG-OPはボランティアとされ、無料アクセスが出来る専用IDが唯一の特典であった。当初は発言削除機能や参加者排除機能はなく、後に発言削除機能が全SIGの専用IDに付加され、参加者排除機能は申告制になった。また削除や排除機能の行使に付いては、運営事務局から事前に手続きを定めるよう通達された。特に排除機能に付いては恣意的な行使は厳禁とされ、トラブルを抱えているSIGからの申請は受け付けられなかった。
排除機能が付け足されてまもない1994年2月18日の時点で、申請が受理されたSIGは「チアリコンピュータワールド」「QLD画像通信」「聖書喫茶シャローム」「日本トラベルクラブ」「茶の湯」であった。
SIG主宰者には、以下の権利が与えられていた。
- アシスタント（SUB-OP）の任命、SUB-OP用IDの申請
- SIG主宰者用専用電子掲示板への参加資格
- 2.4kbpsが一般的で9.6kbpsでの接続が従量課金だった時期の従量課金免除

SIG主宰者専用IDには、以下の機能が組み込まれていた。
- 「このSIGについて」への書き込み機能
- SIG内オープニングメッセージ・歓迎メッセージ（垂れ幕、とも呼ばれた）の登録機能
- OSL管理機能
- フォーラム内メッセージ削除機能
- 参加制限機能（参加制限機能を付加しているSIGのみ）

これらの点を除けば、SIG主催者といえども一般会員と何ら変わりなかったが、「特別の存在」と捉えようとするSIG-OPもいて、SIGの私物化が時折槍玉に挙げられた。特に、発言削除機能や会員排除機能が与えられた後には「機能」を「権限」と捉え、「権限なのだから責任は問われない（はずだ）」といった無責任な考えによって暴走するSIG-OPもいた。しかし、削除したために話が紛糾する事例もあり、SIG-OPの資質が問われることになった。

#### チアリSIGに関する用語の混乱
PC-VANではSIGの責任者を「SIGOP」、アシスタントを「SUBOP」とすることが通例であり説明書にもその通り表記していたが、唯一の例外が著名ギタリストであるクロード・チアリを中心としたチアリSIGであり、責任者を「SYSOP」、アシスタントを「SIGOP」という独自の呼称を用いていた。
このためSIGOP（責任者）の書き込みの解釈をめぐって混乱が起きるなどの影響が出た。さらにSUBOP（アシスタント）の中にもSIGOP/SUBOPという他のSIGと同様の呼称を用いる者があり、この点も混乱に拍車をかけた。
これについてはPC-VANのSIGとニフティサーブのフォーラムでは電気通信事業者法上の運営主体の業種が異なり、PC-VANにとって説明書にSIGを紹介することは商品宣伝に該当する等の歴史上の事情があったことも影響している。
なお、実際のIDとしてチアリSIGにSIGOPは「CCIARI」、SUBOPを「SIGOPxx」（xxは2桁の数字）が使われており、他のSIGではSIGOP/SUBOPとも事務局が承認さえすれば任意のIDを主張できた。